# Juneau, Aljaska
Juneau (službeno: The City and Borough of Juneau) je glavni grad Aljaske. Ima 30.987 stanovnika (prema popisu stanovništva iz 2005. godine). Treći je grad po veličini na Aljaski, iza Anchoragea i Fairbanksa. Grad se nalazi u podnožju planine Mount Juneau, nasuprot otoku Douglas. Na istoku graniči s kanadskom provincijom Britanskom Kolumbijom. Zanimljivost vezana za Juneau je da je to jedini američki glavni grad do kojega se može doći samo zrakoplovom ili brodom, a automobili i kamioni u grad stižu trajektom.
Grad su 1881. osnovali kopači zlata Joe Juneau i Richard Harris a nalazi se na plemenskom području Auk Indijanaca, plemena iz skupine Tlingit, a selo se tada nazivalo Tsantikihin. Grad je nastao nakon što su Juneau i Harris pronašli zlato uz pomoć Tlingit domorodaca. Ispočetka se zvao Rockwell i Harrisburg, da bi ga rudari na svom sastanku 1881. odlučili preimenovati u Juneau.
Prema Köppenovoj klasifikaciji klime, Juneau ima oceansku klimu, nešto hladniju od Seattlea i Vancouvera. Ukupna površina područja je 8.430,40 km², čime je druga po veličini općina ("municipality") u SAD-u (veća je samo Sitka). Od ukupne površine, 7.036,10 km² je kopno, a 1.394,30 km² zauzimaju vodene površine.
Prosječna temperatura u srpnju je 18 °C, a u siječnju -7 °C.
Juneau je česta meta brodova na turističkim krstarenjima, tako da je grad u 2006. posjetilo gotovo milijun turista. Popularna turistička destinacija je ledenjak Mendenhall, udaljen 20 km od Juneaua.

## Vanjske poveznice
- Grad i područje Juneaua - službena stranica
- Turizam Juneaua

### Ostali projekti
|  | Zajednički poslužitelj ima stranicu o temi Juneau, Aljaska |